# 円福寺 (鴻巣市)
円福寺（えんぷくじ）は、埼玉県鴻巣市にある真言宗豊山派の寺院。

## 歴史
1626年（寛永3年）、宥鏡または隆永によって開山された。当寺に残されている過去帳は後年に書き記されたものであり、詳しい歴史は不明となっている。
1703年（元禄16年）の元禄地震、1854年（嘉永7年）の安政南海地震によって本堂が倒壊したこともあって、すっかり寺運衰微し、現在に至るも堂宇が一つあるだけとなっている。

## 交通アクセス
- 北鴻巣駅より徒歩26分。